# إسكوالودون
الإسكوالودون (الاسم العلمي:†Squalodon) هو جنس منقرض من الثدييات يتبع فصيلة الإسكوالودونات من رتبة الحيتانيات.